# Mark Russinovich
Mark Russinovich (ur. 22 grudnia 1966 w Salamance) – inżynier oprogramowania pracujący dla Microsoftu jako CTO Microsoft Azure. Jest autorem wielu narzędzi programistycznych używanych przez programistów pracujących w systemie Windows. Powszechnie uważany za eksperta w dziedzinie Windows.

## Publikacje książkowe
- Solomon, David, Mark Russinovich: Inside Microsoft Windows 2000. Wyd. 3. Microsoft Press, 16 września 2000. ISBN 0-7356-1021-5. Brak numerów stron w książce
- Russinovich, Mark, David Solomon: Microsoft Windows Internals. Wyd. 4. Microsoft Press, 8 grudnia 2004. ISBN 0-7356-1917-4. Brak numerów stron w książce